# Occultation d'Aldébaran par la Lune
L'occultation d'Aldébaran (Alpha du Taureau) par la Lune désigne le passage du satellite naturel de la Terre entre cette dernière et l'étoile la plus brillante de la constellation du Taureau.
Ce phénomène se produit par séries sur une période de trois à quatre ans se répétant tous les 18,6 ans (période de précession de la ligne des nœuds lunaires). La série la plus récente a commencé début 2015 et s'est terminée en 2018.

## Description et intérêt
La vitesse de déplacement de la Lune dans le ciel étant connue, ces occultations permettent de déterminer la taille de l'objet occulté. C'est ainsi qu'en 1978, des chercheurs de l'Université d'État de l'Iowa ont utilisé un photomètre ultra-rapide afin de mesurer combien de temps Aldébaran met pour disparaître derrière la Lune. Les mesures effectuées donnèrent une durée d'un trentième de seconde. Cette mesure permit de déterminer le diamètre angulaire de l'étoile, estimé ainsi à 0,02 seconde d'arc. Ce diamètre angulaire est 90 000 fois plus petit que celui de la Lune elle-même (30 minutes d'arc = 1 800 secondes d'arc pour la Lune).
Dans la mesure où cette étoile est proche, elle a une parallaxe annuelle relativement importante, ce qui permet de déterminer de façon précise sa distance à nous. On sait ainsi qu'Aldébaran se situe à environ 20 parsecs (65 années-lumière) du système solaire, donc de l'ordre de 1,6 million de fois plus loin de la Terre que la Lune. Combinée à la mesure de diamètre angulaire, cette mesure de distance permet d'obtenir le diamètre « linéaire » de l'étoile : Aldébaran est une géante rouge dont le rayon est 17 700 fois supérieur à celui de la Lune, donc égal à 44,2 fois celui du Soleil.

## Occultations historiques
Une occultation d'Aldébaran par la Lune fut rapportée par des astrologues japonais en 640 avant Jésus-Christ. Une autre fut mentionnée par le Polonais Nicolas Copernic en 1497.

## Séries d'occultations
Référence sauf mention contraire .
| Série                         | Première occultation | Dernière occultation | Nombre d'occultation dans la série | Commentaires |
| ----------------------------- | -------------------- | -------------------- | ---------------------------------- | ------------ |
| « autour de l'époque 1942,4 » |                      |                      |                                    |              |
| 1959 - 1962                   | 16 mars 1959         | 19 septembre 1962    | 47                                 |              |
| 1978 - 1981                   | 19 janvier 1978      | 8 avril 1981         | 44                                 |              |
| 1996 - 2000                   | 8 août 1996          | 14 février 2000      | 48                                 |              |
| 2015 - 2018                   | 29 janvier 2015      | 3 septembre 2018     | 49                                 |              |
| 2033 - 2037                   | 18 août 2033         | 23 février 2037      | 48                                 |              |

### Série de 1699
- 19 août 1699

### Série de 1738
- 2 janvier 1738
- 9 août 1738
- 2 octobre 1738
- 23 décembre 1738

### Série 1755-1757
- 5 juillet 1755
- 25 septembre 1755
- 25 février 1757
- 11 juillet 1757

### Série de 1773-1776
- 7 septembre 1773
- 1er novembre 1773
- 14 avril 1774
- 4 avril 1775
- 29 janvier 1776

### Série de 1792-1794
- 27 mars 1792
- 10 août 1792
- 21 octobre 1793
- 7 mars 1794
- 14 septembre 1794
- 8 novembre 1794

### Série de 1810-1812
- 18 septembre 1810
- 1er mars 1811
- 15 juillet 1811
- 5 octobre 1811
- 23 janvier 1812
- 28 août 1812
- 22 octobre 1812[4]

### Série 1941-1943
- 5 mars 1941[3]
- 20 décembre 1942[3]

### Série 1959-1962
- 16 mars 1959
- 23 septembre 1959[3]
- 16 novembre 1959[3]

### Série 1996-2000
- 22 mars 1999[5]

### Série 2015-2018
La série a débuté le 29 janvier 2015.

#### 2015
Douze occultations les 29 janvier, 25 février, 25 mars, 21 avril, 15 juin, 12 juillet, 9 août, 5 septembre,, 2 et 29 octobre,, 26 novembre, et 23 décembre 2015,.

#### 2016
Douze occultations les 20 janvier, 16 février, 14 mars, 10 avril, 8 mai, 2, et 29 juillet, 25 août, 21 septembre, 19 octobre, 15 novembre et 13 décembre 2016.

#### 2017
- 5 février 2017[17]
- 28 avril 2017[17]

#### 2018
- 23 février 2018[35]